# Geepachtigen
De Geepachtigen (Beloniformes) vormen een orde binnen de straalvinnige vissen.

## Taxonomie
Onderorde Adrianichthyoidei
Familie Adrianichthyidae (Schoffeltandkarpers)
Onderorde Belonoidei
Superfamilie Exocoetoidea
Familie Exocoetidae (Vliegende vissen)
Familie Hemiramphidae (Halfsnavelbekken)
Superfamilie Scomberesocoidea
Familie Belonidae (Gepen)
Familie Scomberesocidae (Makreelgepen)